# Золотинка (приток Десны)
Золотинка (укр. Золотинка) — левый приток Десны, протекающий по Черниговскому району (Черниговская область, Украина); один из многочисленных рукавов Десны, образованный вследствие русловых процессов: русловая многорукавность.

## География
Длина — 11, 18, 13 км. Бассейн — 31,8 км². Скорость течения — 0,1.
Русло сильно-извилистое с крутыми поворотами (меандрированное). Долина реки сливается с долиной Десны. Временными и постоянными водотоками связывается с озёрами (Старуха, Баграч, Речище). На реке есть озеро Подлипня. В верхнем течении русло пересыхает.
Река берёт начало юго-западнее села Ивановка (Черниговский район). Река течёт на юго-запад. Впадает в Десну (на 169-км от её устья) юго-восточнее села Золотинка (Черниговский район).
Пойма частично занята заболоченными участками с лугами и кустарниками, лесами (лесополосами).
Нет крупных притоков, впадают небольшие ручьи.
Населённые пункты на реке (от истока к устью):
Черниговский район
1. Золотинка